# Árni Vilhjálmsson
Árni Vilhjálmsson est un footballeur international islandais né le 9 mai 1994 à Reykjavik, qui joue au poste d'attaquant.

## Carrière

### En club
Árni commence sa carrière en 2011 au sein du club champion en titre : Breiðablik.
Il inscrit deux buts pour sa première saison, puis à nouveau deux l'année d'après. Pendant cette période, il est prêté pendant deux mois et demi en 1.deild karla, dans le club de Haukar. 
Un but et huit matchs plus tard, il est de retour à Kópavogur. En 2014, il confirme sa bonne saison 2013 (neuf buts), puisqu'il inscrit dix buts en Úrvalsdeild, terminant quatrième meilleur buteur du championnat.
Ses bonnes performances poussent divers clubs à le prendre à l'essai début 2015, tels que le Viking Stavanger, le FC Groningen ou Lillestrøm.
C'est finalement ce dernier club qui le fait signer .
Le 28 janvier 2022 il s'engage au Rodez Aveyron Football jusqu'en 2024. Le 20 juin 2022, il quitte le club en accord avec la direction.

### En sélection
Árni connaît un parcours classique dans les sélections jeunes, puisqu'il est sélectionné chez les moins de 17 ans puis les moins de 19 ans.
Avec la sélection espoirs, il prend part aux qualifications à l'Euro espoirs 2015, disputant quelques matchs sans toutefois parvenir à trouver le chemin des filets. Les jeunes islandais sont éliminés aux portes de la compétition par le Danemark.

## Vie privée
Árni Vilhjálmsson est en couple avec la footballeuse internationale islandaise Sara Björk Gunnarsdóttir. Le 21 avril 2021, sa conjointe annonce via les réseaux sociaux sa grossesse, prévue pour fin 2021.

## Statistiques
| Saison                | Club                         | Championnat           | Championnat | Championnat | Coupe(s) nationale(s) | Coupe(s) nationale(s) | Compétition(s) continentale(s) | Compétition(s) continentale(s) | Compétition(s) continentale(s) | Total | Total |
| Saison                | Club                         | Division              | M.          | B.          | M.                    | B.                    | Comp.                          | M.                             | B.                             | M.    | B.    |
| 2011                  | Breiðablik                   | D1                    | 10          | 1           | 2                     | 0                     | -                              | -                              | -                              | 12    | 1     |
| 2012                  | Breiðablik                   | D1                    | 10          | 2           | 8                     | 4                     | -                              | -                              | -                              | 18    | 6     |
| 2012                  | Haukar (prêt)                | D2                    | 8           | 1           | -                     | -                     | -                              | -                              | -                              | 8     | 1     |
| 2013                  | Breiðablik                   | D1                    | 21          | 9           | 11                    | 6                     | C3                             | 5                              | 0                              | 37    | 15    |
| 2014                  | Breiðablik                   | D1                    | 20          | 10          | 10                    | 7                     | -                              | -                              | -                              | 30    | 17    |
| 2015                  | Lillestrøm SK                | D1                    | 14          | 2           | -                     | -                     | -                              | -                              | -                              | 14    | 2     |
| 2016                  | Lillestrøm SK                | D1                    | 7           | 0           | 3                     | 3                     | -                              | -                              | -                              | 10    | 3     |
| 2016                  | Breiðablik (prêt)            | D1                    | 12          | 6           | -                     | -                     | -                              | -                              | -                              | 12    | 6     |
| 2017                  | Jönköpings Södra             | D1                    | 16          | 1           | 1                     | 3                     | -                              | -                              | -                              | 17    | 4     |
| 2018                  | Jönköpings Södra             | D2                    | 12          | 3           | 1                     | 3                     | -                              | -                              | -                              | 13    | 6     |
| 2018-2019             | Bruk-Bet Termalica Nieciecza | D2                    | 5           | 1           | 3                     | 3                     | -                              | -                              | -                              | 8     | 4     |
| 2018-2019             | Tchornomorets Odessa (prêt)  | D1                    | 14          | 7           | -                     | -                     | -                              | -                              | -                              | 14    | 7     |
| 2019-2020             | Bruk-Bet Termalica Nieciecza | D2                    | 1           | 0           | -                     | -                     | -                              | -                              | -                              | 1     | 0     |
| 2019-2020             | Kolos Kovalivka              | D1                    | 15          | 5           | -                     | -                     | -                              | -                              | -                              | 15    | 5     |
| 2021-2022             | Rodez Aveyron Football       | D2                    | -           | -           | -                     | -                     | -                              | -                              | -                              | 0     | 0     |
| Total sur la carrière | Total sur la carrière        | Total sur la carrière | 165         | 48          | 39                    | 29                    | -                              | 5                              | 0                              | 209   | 77    |

## Palmarès
- Vainqueur de la Coupe de la Ligue islandaise en 2013 avec Breiðablik